# Bergen op Zoom
Bergen op Zoom (anhörenⓘ) ist eine Gemeinde in der niederländischen Provinz Noord-Brabant mit 70.216 Einwohnern (Stand 1. Januar 2025). Die politische Gemeinde besteht aus der namensgebenden Stadt und weiteren Ortschaften.

## Name und Lage
Der Namenszusatz „op Zoom“ („auf dem Saum“) bezeichnet die Ortslage. Bergen liegt auf dem „Brabantse Wal“ (Brabanter Wall), örtlich meist „Zoom“ genannt, einer bis zu 20 m hohen Geländestufe, die sich wie ein Saum von Ossendrecht südlich von Bergen bis Halsteren nördlich von Bergen zieht. Der Brabantse Wal entstand infolge der Erosion durch die Oosterschelde. Die Siedlungen, die zur Altstadt von Bergen zusammenwuchsen, wurden zum Hochwasserschutz auf Erhebungen (örtlich „heuvels“ = Hügel genannt) des Zoom angelegt.
Die Gemeinde liegt im äußersten Westen der Provinz, an der Wasserstraße zwischen Rotterdam und Antwerpen. Westlich von Bergen schließt sich die seeländische Insel Tholen an.
Das im 16. Jahrhundert geschriebene Lied Merck toch hoe sterk gilt als Hymne der Stadt.

## Wirtschaft
Bergen op Zoom hat einen Hafen mit ausgedehnten Industriegebieten westlich der Stadtmitte. Die Autobahn A58 kreuzt sich hier mit der A4 aus Rotterdam nach Antwerpen. Bergen op Zoom hat einen Bahnhof an der Bahnstrecke Roosendaal–Vlissingen.
Bergen op Zoom hat heute Tabak-, Kunstharz-, Stärke- und Kunststoffindustrie. In der Umgebung werden Spargel, Erdbeeren und Sardellen produziert.
Die sehenswerte Innenstadt und die schöne Umgebung ziehen auch viele Touristen an.

## Orte
- Die Stadt Bergen op Zoom, Sitz der Gemeindeverwaltung, mit etwa 55.245 Einwohnern;
- Das Dorf Halsteren, einige Kilometer nördlich der Stadt, mit etwa 12.540 Einwohnern;
- Das Dorf Lepelstraat, noch etwas nördlicher, mit etwa 1.910 Einwohnern.

## Sehenswürdigkeiten

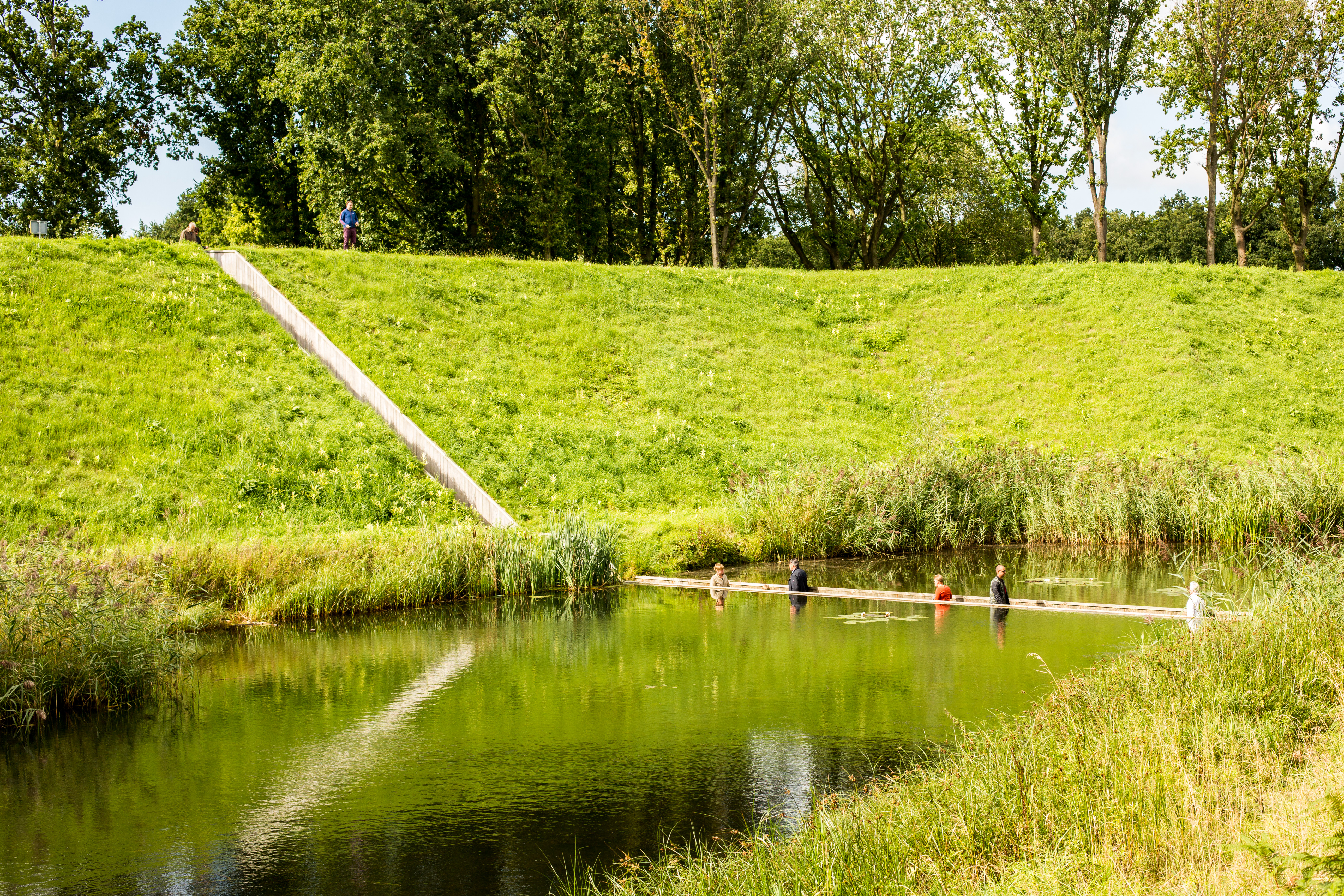
Die Mosesbrücke am Fort de Roovere

- Der Markiezenhof-Palast (das einzige Gebäude dieser Art in den Niederlanden) aus dem 15. und 16. Jahrhundert, der ein Kulturzentrum und ein Museum beherbergt. Zu sehen sind u. a. eine Sammlung regionaler Kunst, eine Ausstellung mit Miniaturen über die Kirmes und eine Sammlung politischer Spottbilder.
- Die Sankt-Gertrudis-Kirche aus dem 14. Jahrhundert.
- Das Stadttor Gevangenpoort, mit kleinem Museum der Stadtarchäologie.
- Der weiße Rathauskomplex, der 1633 durch Umbau von drei alten Häusern am Großen Markt entstand.
- Weitere alte Häuser im Stadtzentrum: die Innenstadt ist von der niederländischen Regierung zu beschermd stadsgezicht (Geschütztes Stadtbild) erklärt worden.
- Die alte Befestigungsanlage Fort de Roovere östlich von Halsteren inmitten eines Naturgebietes mit der Mosesbrücke.

## Geschichte

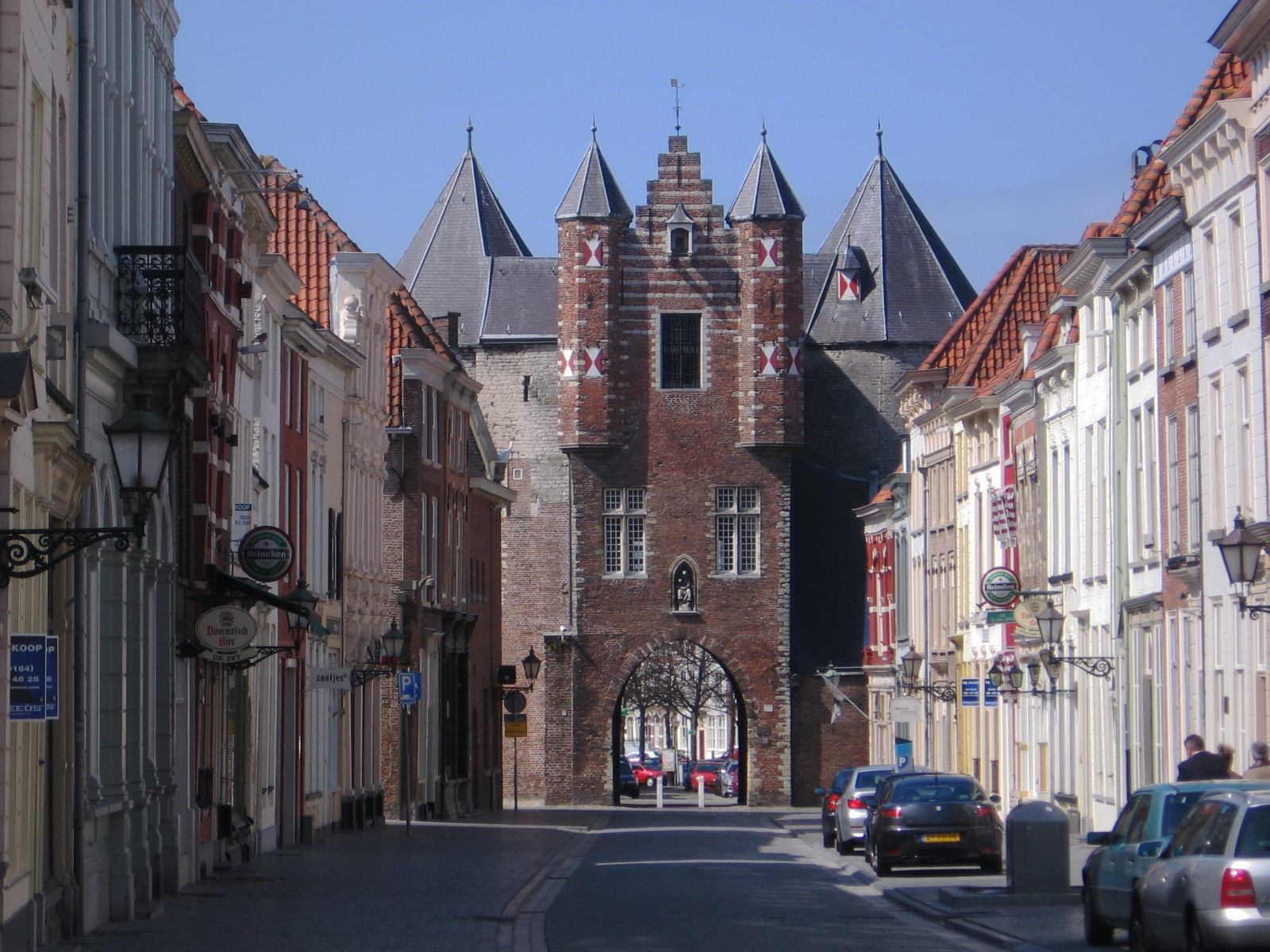
Gevangenpoort

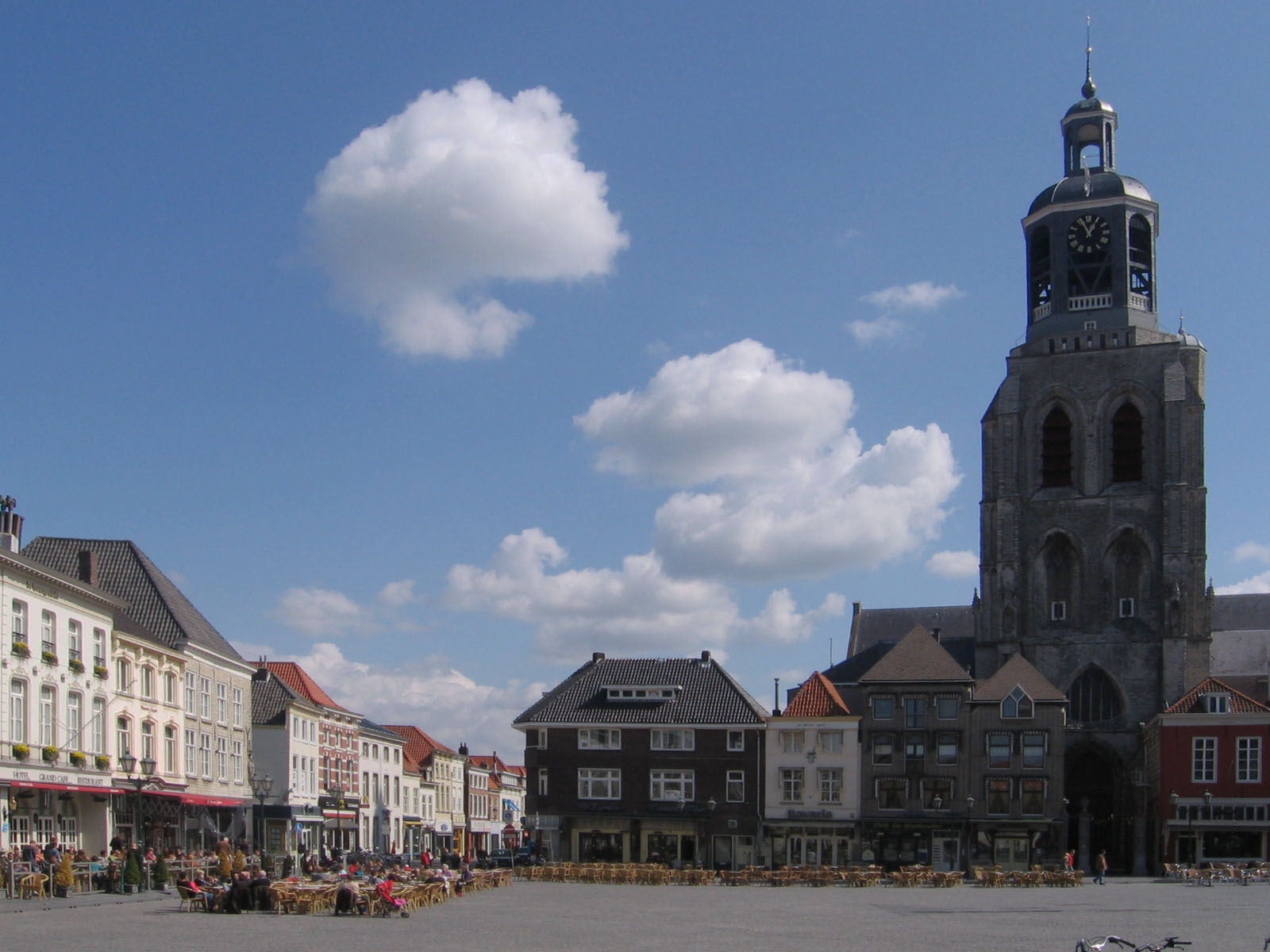
Der Grote Markt mit der „Peperbus“

Bergen op Zoom entstand im Mittelalter durch das Zusammenwachsen dreier kleiner Siedlungen. Es wurde 1330 ummauert und erhielt 1347 die Stadtrechte. Die Stadt wurde das Verwaltungszentrum der Gegend; die Herren der Stadt aus dem Haus Glymes durften ab 1533 den Titel eines Marquis führen; das Palais Markiezenhof dieser Herren ist jetzt ein Museum. Bergen op Zoom war, mit seinem Hafen an der Oosterschelde und seinen Jahrmärkten, etwa bis 1500 ein bedeutender Handelskonkurrent für das südlicher gelegene Antwerpen. Zwei unterschiedliche Einflüsse bewirkten in der frühen Neuzeit einen Verfall der Bedeutung der Stadt: gewaltige Sturmfluten mit Überschwemmungen bis ins Hinterland und der Achtzigjährige Krieg (1568–1648). Ein beispielhaftes Ereignis für die Kraft der Elemente stellt die St.-Felix-Flut von 1530 dar, in Folge dieser Überschwemmung und weiterer schwerer Fluten ging das benachbarte Reimerswaal unter.
1577, im Achtzigjährigen Krieg, wurden die Spanier aus der Stadt vertrieben. Sie unternahmen zahlreiche Versuche, sie zurückzuerobern: 1581 und 1588 (durch Alessandro Farnese), 1605 und 1622 (durch Ambrogio Spinola).
Die Festung wurde 1688 durch Menno van Coehoorn angelegt und galt als eine der stärksten Festungen Hollands. Der französische General Ulrich von Löwendal konnte sie jedoch während des Österreichischen Erbfolgekriegs 1747 nach dreimonatiger Belagerung im Sturm einnehmen, was eine grauenvolle, ganz Europa erschütternde Plünderung nach sich zog (→ Belagerung von Bergen op Zoom). Er wurde zwar dafür verantwortlich gemacht, vom französischen König aber trotzdem zum Marschall von Frankreich befördert. Im Aachener Frieden von 1748 musste Frankreich die Festung wieder räumen. Die Markgrafschaft Bergen op Zoom ging an die Kurpfalz und 1778 an Pfalz-Baiern.
Am 30. Januar 1795 wurde Bergen op Zoom den Franzosen unter General Pichegru kampflos übergeben. Ein Versuch des britischen Generals Thomas Graham, die Festung in der Nacht vom 8. zum 9. März 1814 im Sturm zu nehmen, scheiterte. Nach dem Friedensvertrag von 1814 mussten die Franzosen sie räumen.
1867 wurde die Festung aufgelassen und deren Anlagen geschleift.

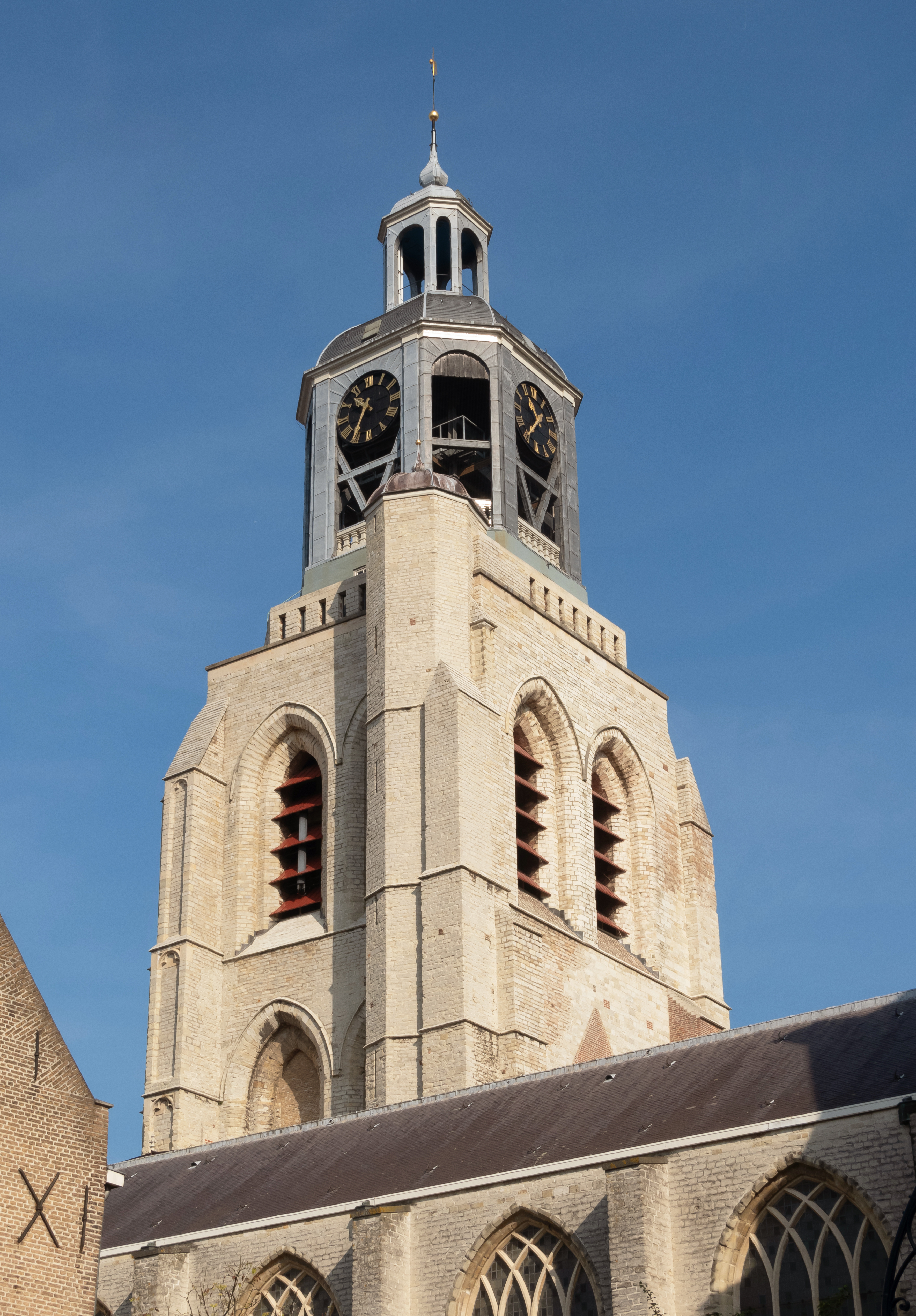
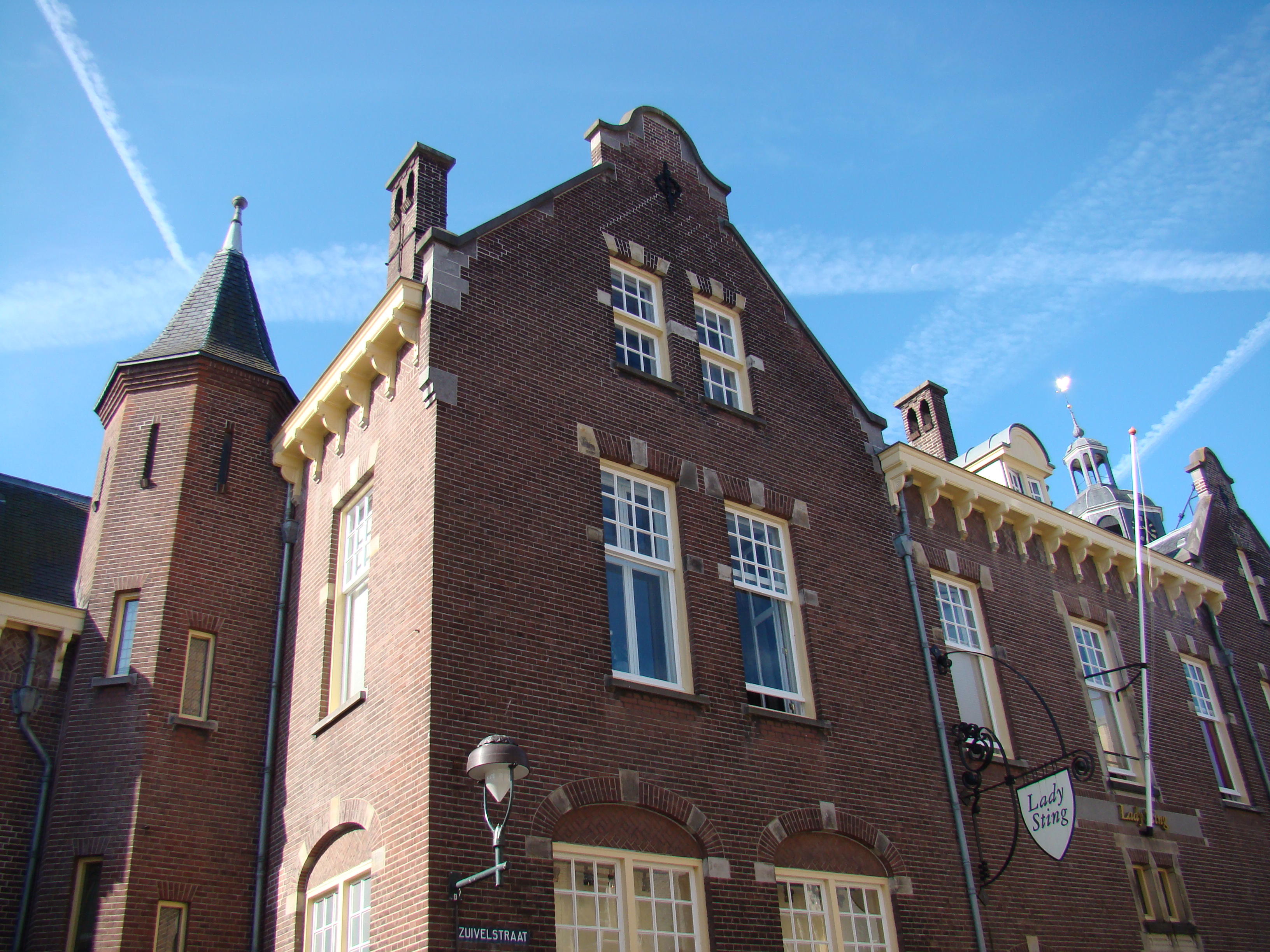
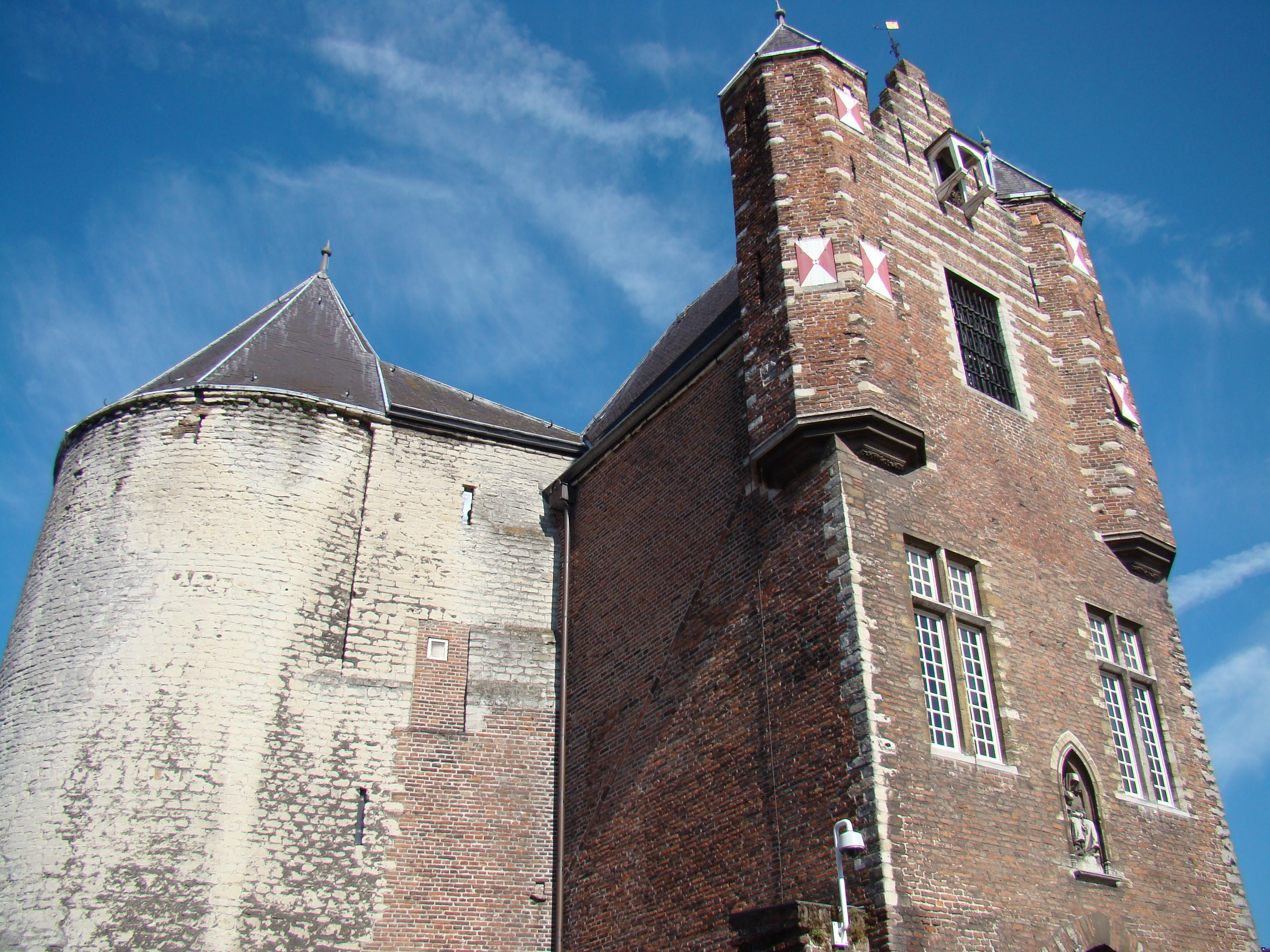
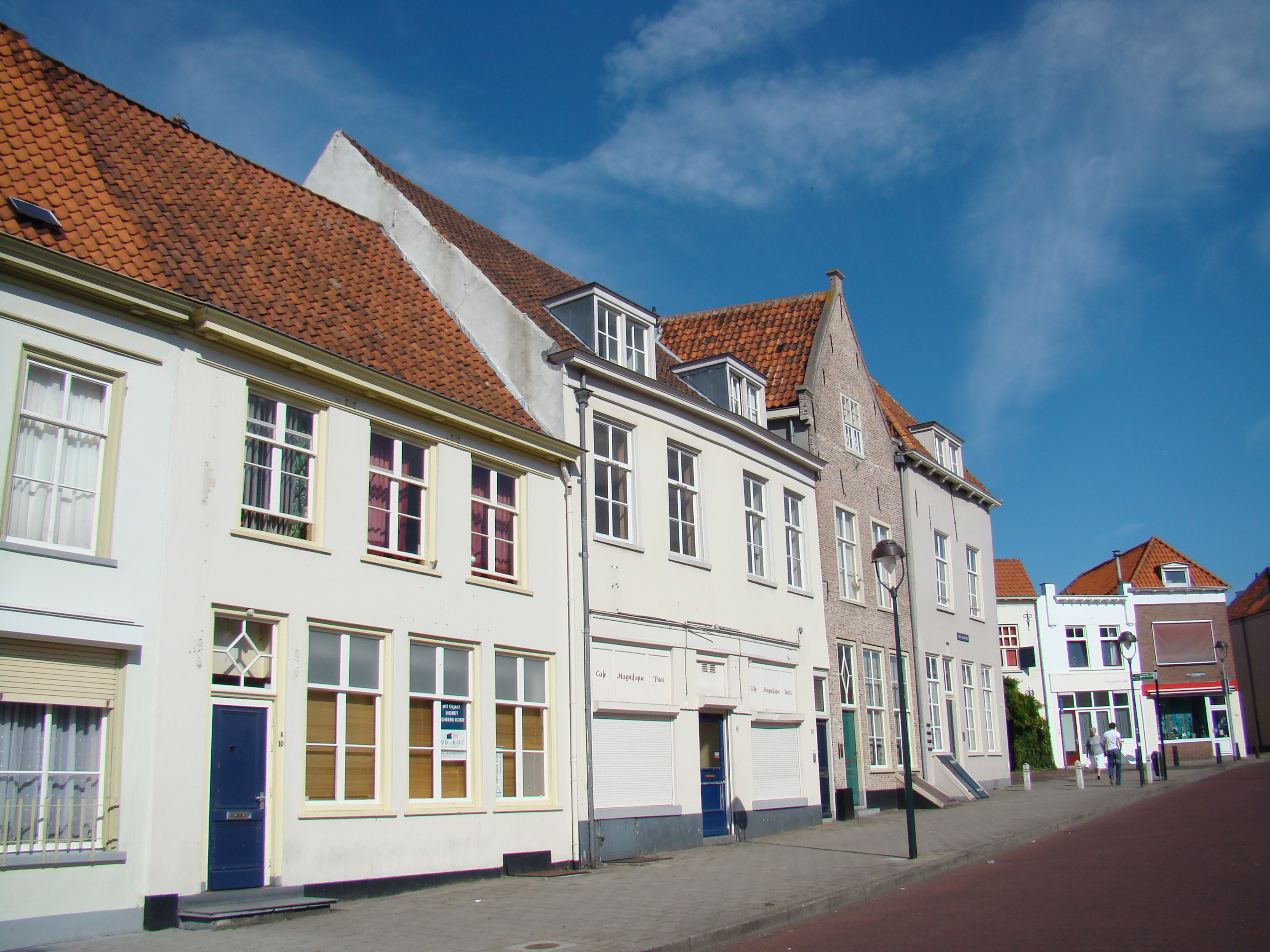
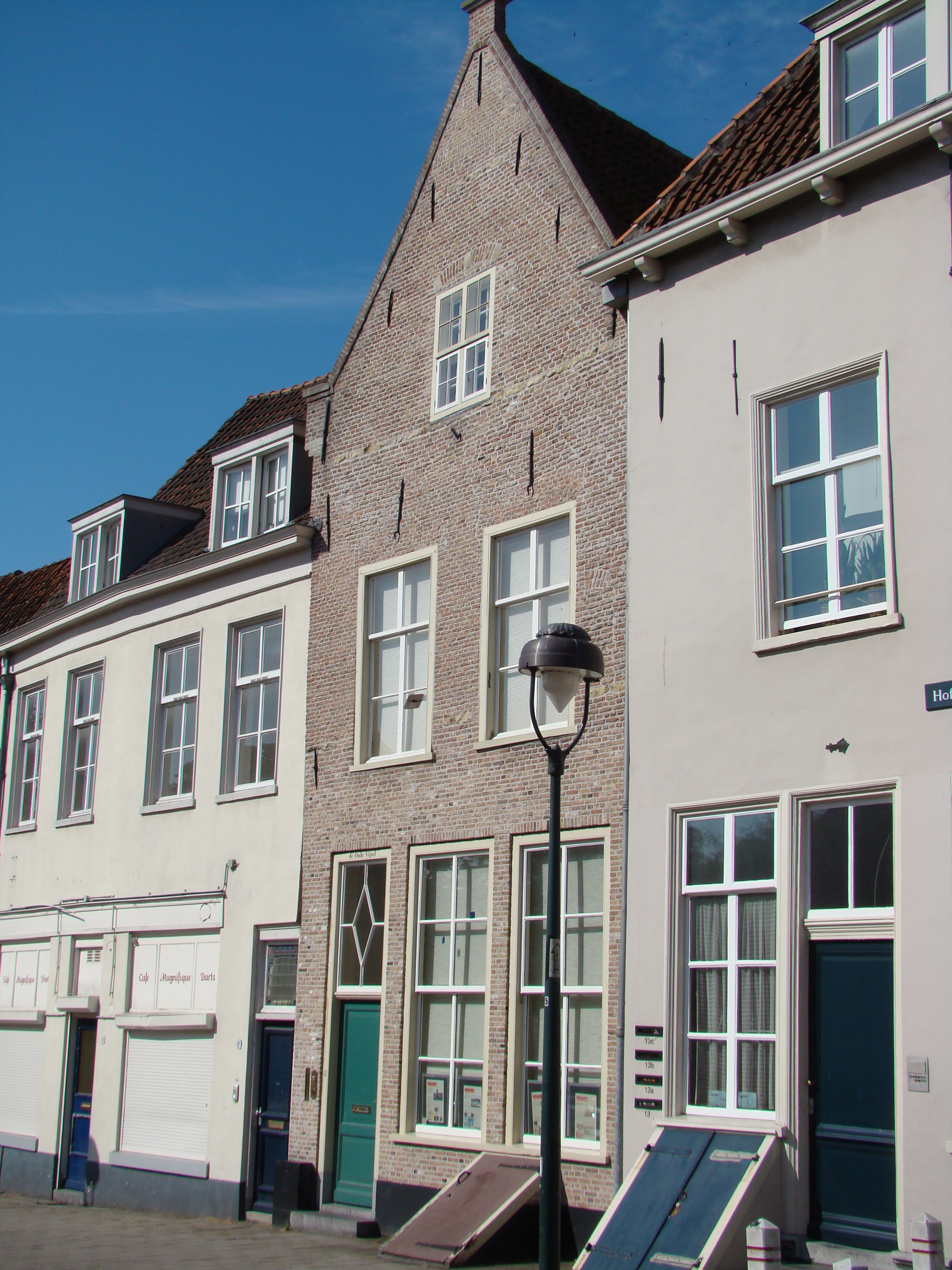
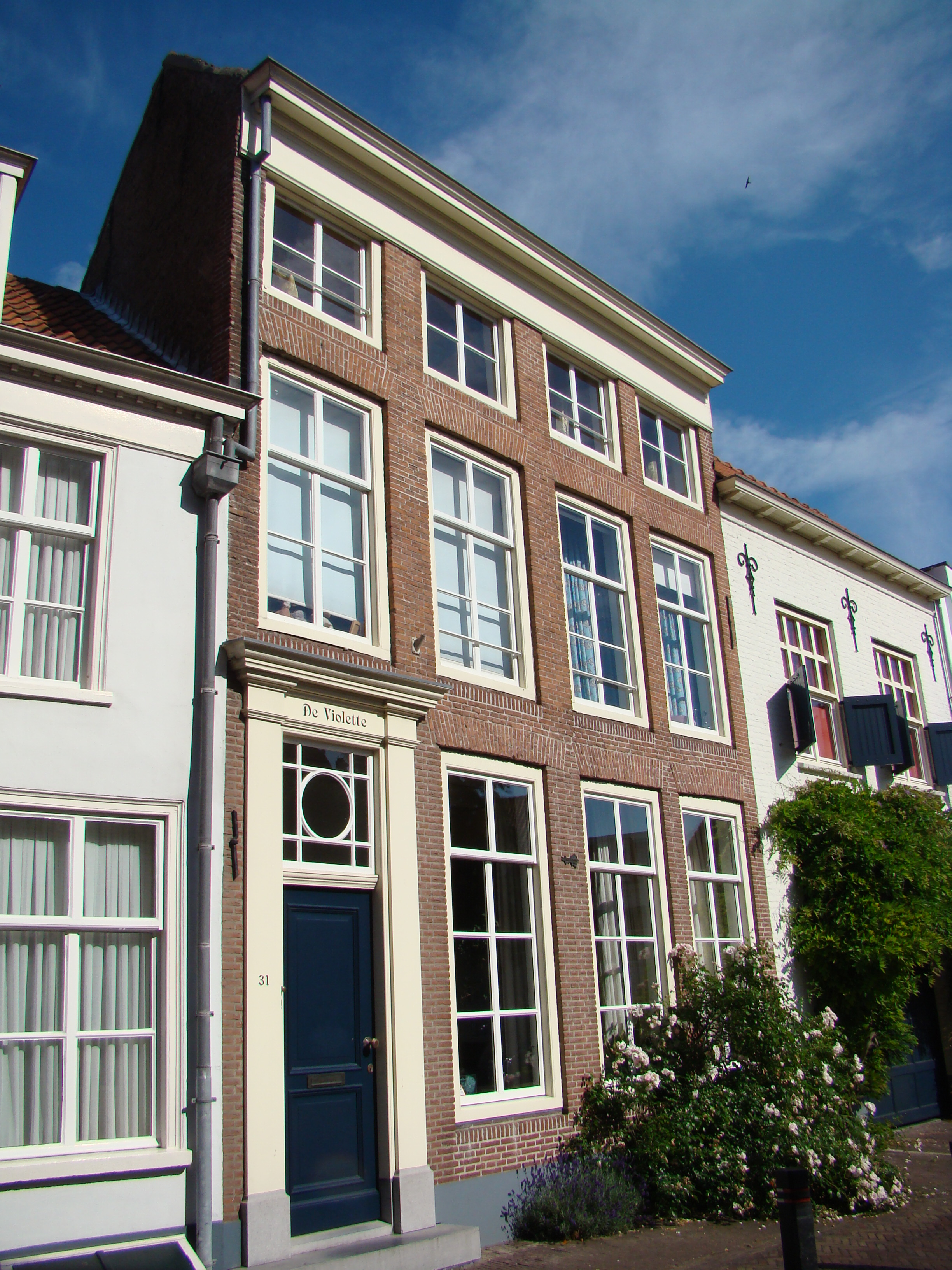
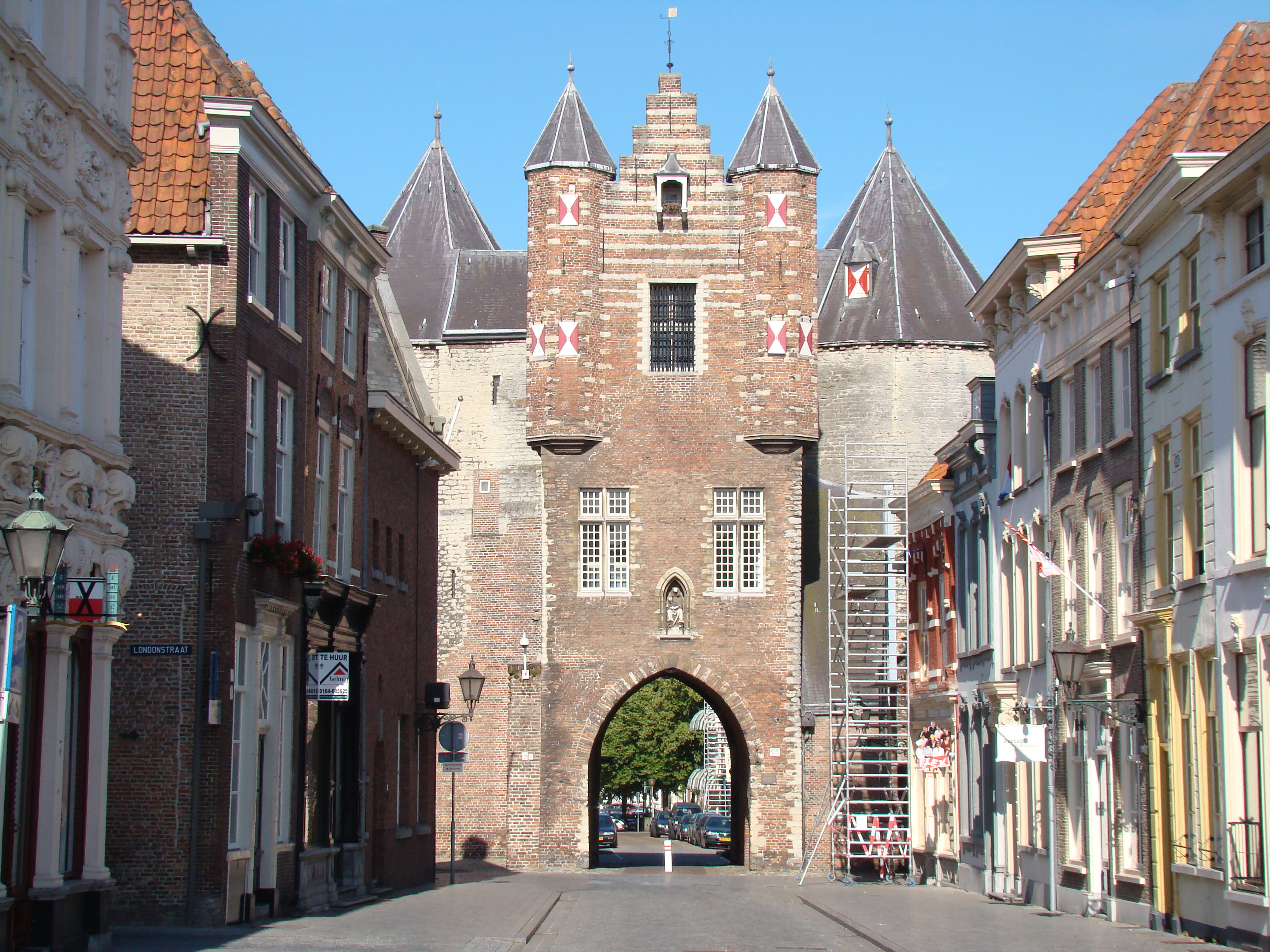
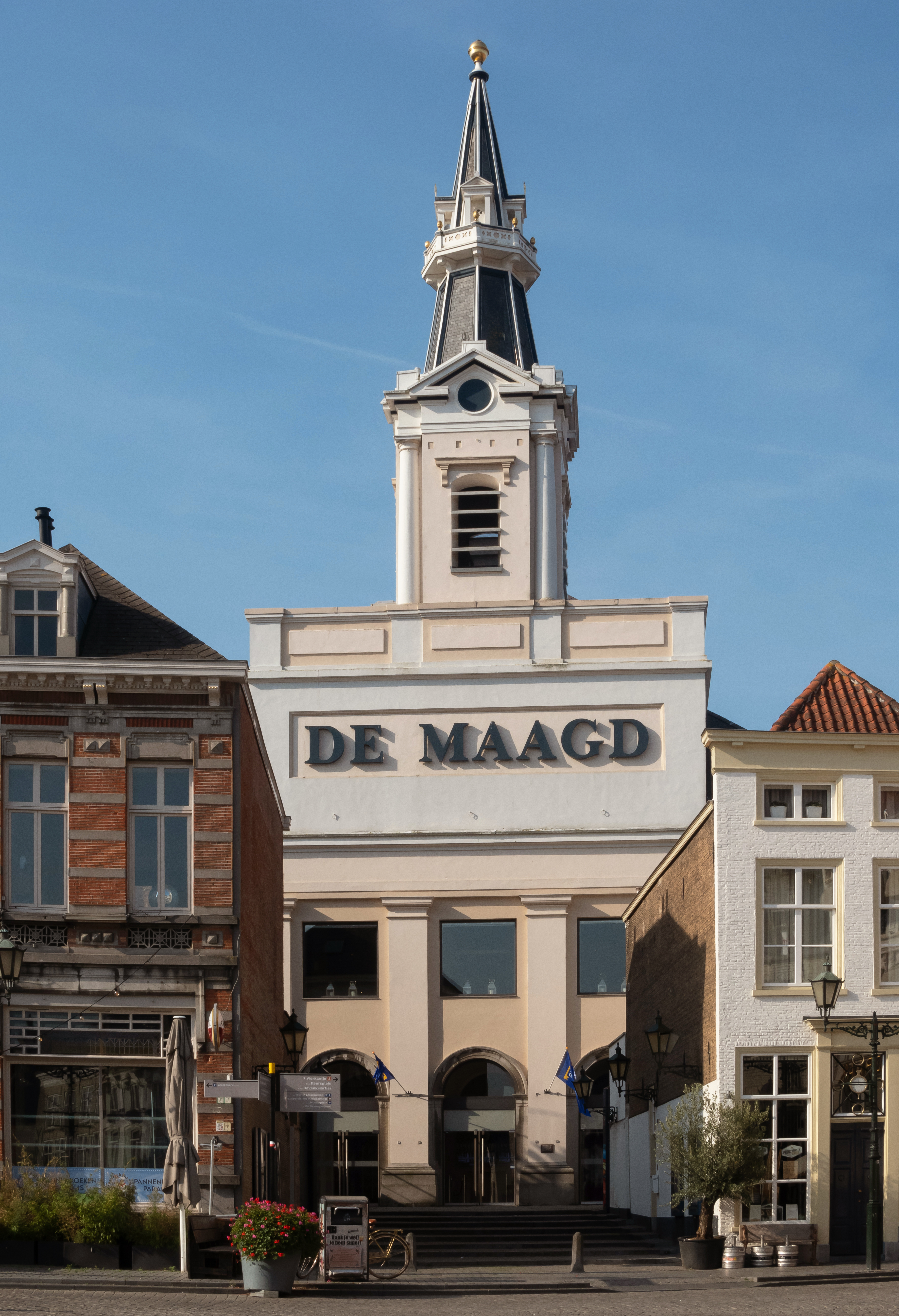
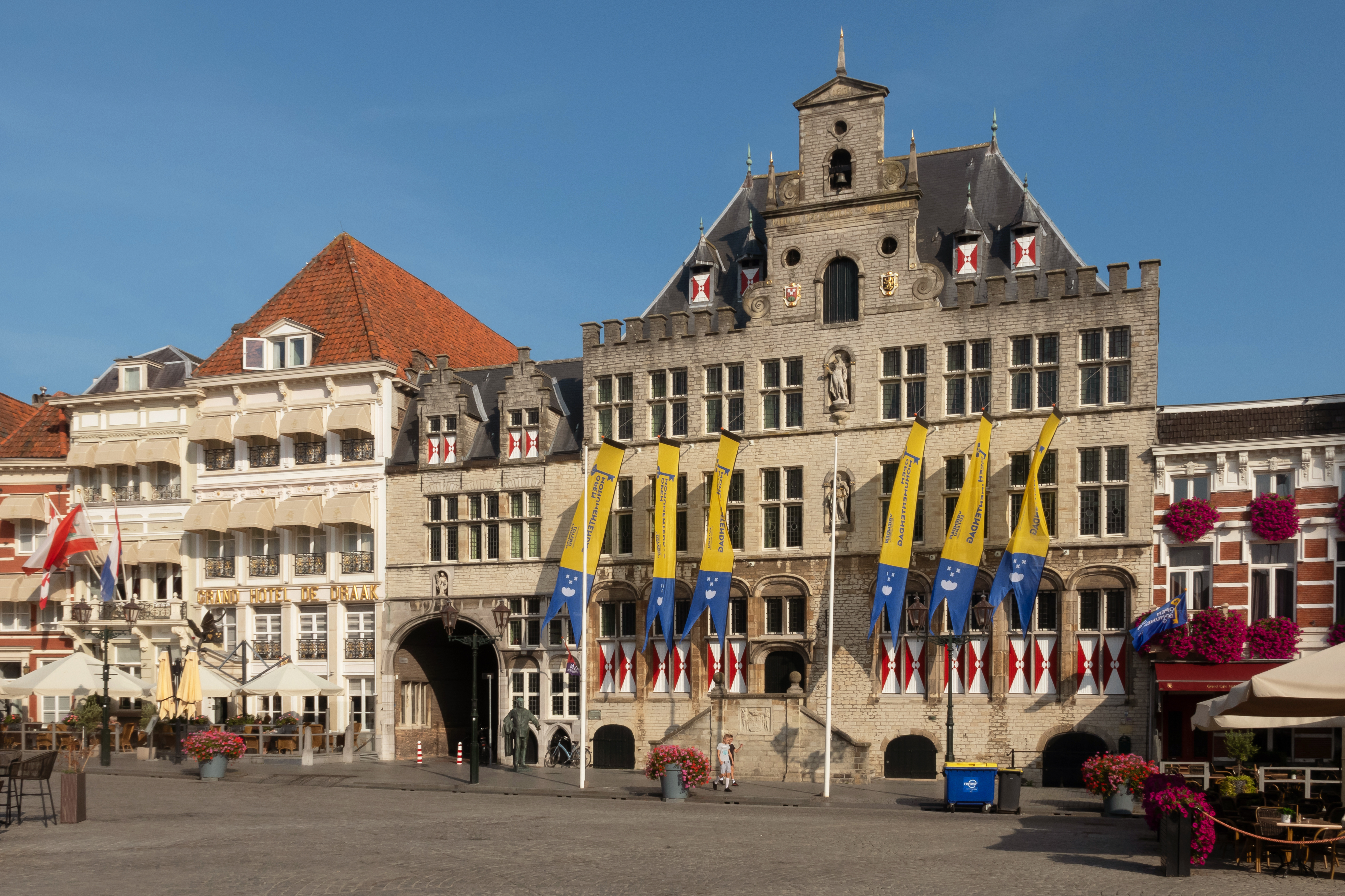
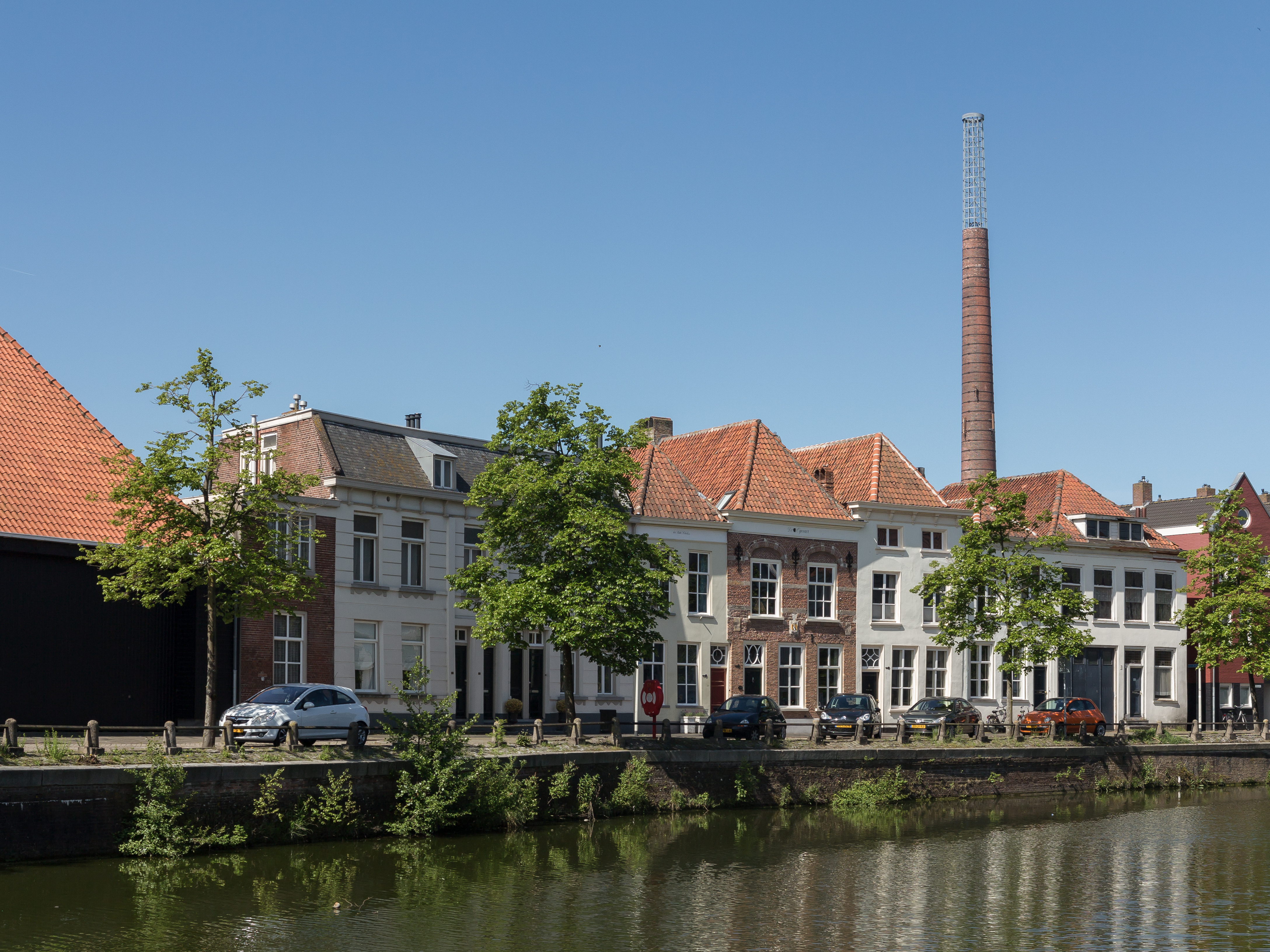

## Politik
Die Lokalpartei Gemeentebelangen Werknemerspartij konnte bei der Kommunalwahl am 16. März 2022 ihren Wahlsieg aus den Jahren 2014 und 2018 verteidigen, wenngleich sie Stimmverluste von etwa acht Prozentpunkten hinnehmen musste. Zwischen 2022 und 2026 besteht eine Koalition aus VVD, PvdA/GroenLinks, D66, Lokaal Realisme und CDA/Voor-Bergen op Zoom!.

### Gemeinderat
Der Gemeinderat wird seit 1982 folgendermaßen gebildet:
| Partei                                              | Sitze a | Sitze a | Sitze a | Sitze a | Sitze a | Sitze a | Sitze a | Sitze a | Sitze a | Sitze a | Sitze a | Sitze a |
| Partei                                              | 1982    | 1986    | 1990    | 1994    | 1996 b  | 1999    | 2002    | 2006    | 2010    | 2014    | 2018    | 2022    |
| --------------------------------------------------- | ------- | ------- | ------- | ------- | ------- | ------- | ------- | ------- | ------- | ------- | ------- | ------- |
| Gemeentebelangen Werknemerspartij                   | –       | –       | –       | –       | 6       | 6       | 5       | 4       | 6       | 8       | 9       | 7       |
| VVD                                                 | 7       | 5       | 5       | 4       | 5       | 6       | 5       | 4       | 5       | 5       | 5       | 5       |
| Lijst Linssen c                                     | –       | –       | –       | 6       | 5       | 5       | 5       | 7       | 6       | 5       | 4       | 3       |
| D66                                                 | 1       | 2       | 3       | 4       | 3       | 2       | 3       | 2       | 3       | 4       | 3       | 3       |
| Bergse Sociaal Democraten                           | –       | 1       | 2       | 1       | 1       | 1       | 3       | 2       | 2       | 4       | 2       | 2       |
| Lokaal Realisme                                     | –       | –       | –       | –       | –       | –       | –       | –       | –       | –       | –       | 3       |
| CDA                                                 | 10      | 8       | 8       | 6       | 5       | 5       | 5       | 4       | 3       | 3       | 4       | 2       |
| GroenLinks                                          | –       | –       | 1       | 1       | 2       | 2       | 2       | 1       | 2       | 1       | 2       | 2       |
| PvdA                                                | 6       | 9       | 6       | 3       | 3       | 3       | 3       | 7       | 5       | 3       | 2       | 2       |
| Belang van Bergen op Zoom                           | –       | –       | –       | –       | –       | –       | –       | –       | –       | –       | –       | 1       |
| 50PLUS                                              | –       | –       | –       | –       | –       | –       | –       | –       | –       | –       | –       | 1       |
| SP                                                  | –       | 0       | 0       | 0       | 0       | 0       | –       | 2       | 1       | –       | 1       | 1       |
| SAMEN0164                                           | –       | –       | –       | –       | –       | –       | –       | –       | –       | –       | –       | 1       |
| Steunpunt Bergen op Zoom                            | –       | –       | –       | –       | –       | –       | –       | –       | –       | –       | 1       | –       |
| Politieke Partij Wij c                              | –       | –       | –       | –       | –       | –       | –       | 1       | –       | –       | –       | –       |
| Leefbaarheid Bergen op Zoom-Halsteren-Lepelstraat c | –       | –       | –       | –       | 3       | 3       | 5       | 1       | –       | –       | –       | –       |
| Gemeentebelangen/Stadspartij                        | 3       | 3       | 4       | 2       | –       | –       | –       | –       | –       | –       | –       | –       |
| Centrum Democraten                                  | –       | –       | –       | 2       | –       | –       | –       | –       | –       | –       | –       | –       |
| Algemeen Belang d                                   | 1       | 1       | –       | –       | –       | –       | –       | –       | –       | –       | –       | –       |
| PPR                                                 | 1       | –       | –       | –       | –       | –       | –       | –       | –       | –       | –       | –       |
| PSP                                                 | 1       | –       | –       | –       | –       | –       | –       | –       | –       | –       | –       | –       |
| CPN                                                 | 1       | –       | –       | –       | –       | –       | –       | –       | –       | –       | –       | –       |
| Gesamt                                              | 29      | 29      | 29      | 29      | 33      | 33      | 33      | 33      | 33      | 33      | 33      | 33      |

Anmerkungen

### Kollegium von Bürgermeister und Beigeordneten
Die Koalitionspartei Gemeentebelangen/Werknemerspartij stellt dem College van burgemeester en wethouders zwei Beigeordnete bereit, während die übrigen Parteien CDA, GroenLinks und VVD mit einem Beigeordneten vertreten sind. Folgende Personen gehören zum Kollegium und sind in folgenden Bereichen zuständig:
| Funktion         | Name                   | Partei                            | Ressort | Anmerkung                                     |
| ---------------- | ---------------------- | --------------------------------- | --- | --------------------------------------------- |
| Bürgermeisterin  | Margo Mulder           | PvdA                              | öffentliche Ordnung und Sicherheit (inklusive soziale Sicherheit), Verwaltungsorganisation und -erneuerung, Einwohnermeldeamt, Repräsentation, überörtliche und grenzüberschreitende Zusammenarbeit, Gemeindepartnerschaft, externe Beziehungen, Integrität, Lobby, Aufsicht und Vollstreckung, Kulturgut | seit dem 5. Juli 2023 im Amt                  |
| Beigeordnete     | Patrick van der Velden | Gemeentebelangen/Werknemerspartij | städtische Entwicklung, Verkehr und Transport, öffentlicher Raum: Grün und Wasser, Natur- und Landschaftsentwicklung, öffentlicher Arbeit, Innenstadt, physische Bürger- und Staatspartizipation, Wohnen und Wohnungswesen, Raumplanung und Genehmigungen                                                 | erster Stellvertreter des Bürgermeisters      |
| Beigeordnete     | Barry Jacobs           | VVD                               | Jugend, Bildung, gesellschaftliche Angelegenheiten (inklusive Partizipation), Schuldenproblematik und Armutspolitik, Arbeitsmarkt und -möglichkeiten, Wirtschaft | dritter Stellvertreter des Bürgermeisters     |
| Beigeordnete     | Annette Stinenbosch    | CDA                               | Finanzen und Grundgeschäfte, Immobilien, Aufsicht und Vollstreckung, Organisation, Facilitymanagement und Einkauf, Kommunikation, Freizeit | vierte Stellvertreterin des Bürgermeisters    |
| Beigeordnete     | Andrew Harijgens       | GroenLinks                        | Nachhaltigkeit, Klima, Energie und Müll; Tierwohl; Sozialhilfegesetz; Informationsmanagement, IT-Datenverwaltung und Dienstleistung; Umweltgesetz | fünfter Stellvertreter des Bürgermeisters     |
| Beigeordnete     | Arjan van der Weegen   | Gemeentebelangen/Werknemerspartij | — | aufgrund von Krankheit vorübergehend abwesend |
| Gemeindesekretär | Theo Wingens           | —                                 | — | seit dem 1. August 2018 im Amt                |

## Trivia
Der 1990 entdeckte Hauptgürtelasteroid (12709) Bergen op Zoom ist nach der Stadt benannt.

## Söhne und Töchter der Stadt
- Jacob Obrecht (1457/1458–1505), Komponist
- Marcus Zuerius van Boxhorn (1602/1612–1653), Professor
- Pontiaan van Hattem (1641–1706), Theologe und Religionsphilosoph
- Jakob Sprecher von Bernegg (1756–1822), Generalmajor, Inhaber des holländischen Infanterie-Regimentes Nr. 31 sowie Begründer der Linie Clus-Maienfeld
- Konstantin von Quadt und Hüchtenbruck (1781–1868), preußischer General
- Lucie van Dam van Isselt (1871–1949), Malerin
- Anton van Duinkerken (1903–1968), Schriftsteller
- Louis Boekhout (1919–2012), niederländisch-kanadischer Maler
- Virginie Korte-van Hemel (1929–2014), Rechtsanwältin und Politikerin
- Rinus Bennaars (1931–2021), Fußballer
- Maarten Sikking (1948–2009), Hockeyspieler
- Nel van Kollenburg (* 1950), Hockeyspielerin
- Wim Crusio (* 1954), Neurobiologe
- Martin Fondse (* 1967), Jazzmusiker und Komponist
- Jasper Soffers (* 1973), Jazzmusiker
- Aykut Demir (* 1988), türkisch-niederländischer Fußballer
- Rico Verhoeven (* 1989), Kickboxer
- Thalita de Jong (* 1993), Radrennfahrerin
- Oussama Idrissi (* 1996), Fußballspieler
- Jan Maas (* 1996), Radrennfahrer
- Bart Nieuwkoop (* 1996), Fußballspieler